# Esakiopteryx
Esakiopteryx là một chi bướm đêm thuộc họ Geometridae.

## Các loài
- Esakiopteryx volitans (Butler, 1878)